# Korake ti znam
«Korake ti znam» — пісня боснійської співачки MayaSar, з якою вона представлятиме Боснію і Герцеговину на пісенному конкурсі Євробачення 2012 в Баку. За результатами другого півфіналу, який відбувся 24 травня, композиція пройшла до фіналу.